# Antonio González Antúnez
Antonio González Antúnez, apodado el "Gordito de Fernán Núñez" (Fernán Núñez, 21 de enero de 1929-Alcalá de Henares, 1 de septiembre de 1989), fue un cantaor flamenco.

## Trayectoria
Hijo de una familia de clase media, tras los estudios básicos comienza a trabajar a los 12 años en el cortijo El Caño.
En 1951 se marcha a Barcelona a cumplir con el servicio militar. Una vez cumplido, tras una breve estancia en Fernán Núñez, regresa a Barcelona para emprender su carrera de la mano de don Luis, empresario y representante que conociera durante su primera estancia en la ciudad.
Durante los años 50 y 60 recorrió en los principales teatros de Barcelona y provincia, así como de Madrid.
En 1965 realiza sus primeras grabaciones flamencas.
En 1968 realiza una gira por Andalucía junto a Juanito Valderrama, Curro de Utrera, José Menese, Antonio Fernández "Fosforito", entre otros.
En 1974 fija su residencia en Alcalá de Henares volviendo a grabar un nuevo disco en 1980 en Barcelona, desde entonces actúa contratado por la federación de Peñas Flamencas Madrileñas para cantar en las peñas flamencas de Madrid.
En 1987 canta en el Teatro de Las Naciones de París, un recital preparado por el Ministerio de Cultura, siendo posteriormente recibido en la casa de España de París.
Fallece en Alcalá de Henares, donde residía desde 1974, a consecuencia de un infarto de miocardio.